# Liste des guerres de l'Autriche
Cette liste regroupe les guerres et conflits ayant vu la participation de l’Autriche sous ses différentes entités. Voici une légende facilitant la lecture de l'issue des guerres ci-dessous :
- Victoire autrichienne
- Défaite autrichienne
- Autre résultat (par exemple un traité ou une paix sans un résultat clair, un statu quo ante bellum, un résultat inconnu ou indécis)
- Conflit en cours

## Archiduché d'Autriche
| Début             | Fin            | Nom du conflit                                      | Belligérants | Belligérants | Lieu | Issue |
| Début             | Fin            | Nom du conflit                                      | Alliés (y compris l’Autriche) | Ennemis | Lieu | Issue |
| ----------------- | -------------- | --------------------------------------------------- | --- | --- | --- | --- |
| 1618              | 1648           | Guerre de Trente Ans                                | Saint-Empire Monarchie espagnole Royaume de Portugal Archiduché d'Autriche Électorat de Bavière Ligue catholique Royaume de Hongrie Royaume de Croatie Danemark-Norvège (de 1643 à 1645) | Royaume de France Royaume de Suède Royaume de Bohême Danemark-Norvège (de 1625 à 1629) Provinces-Unies Électorat de Saxe Palatinat du Rhin Brandebourg-Prusse Royaume de Hongrie Zaporogue Union protestante (de 1618 à 1621)    | Europe | Traité de Westphalie (1648)                                                                                          |
| 1672              | 1678           | Guerre de Hollande                                  | Provinces-Unies Saint-Empire Archiduché d'Autriche Monarchie espagnole Marche de Brandebourg Danemark-Norvège | Royaume de France Royaume d'Angleterre Royaume de Suède Électorat de Cologne Principauté épiscopale de Münster | Pays-Bas | Victoire française Traité de Nimègue (1678) Traité de Westminster (1674)                                             |
| 24 septembre 1688 | septembre 1697 | Guerre de la Ligue d'Augsbourg (Guerre de Neuf Ans) | Ligue d'Augsbourg : Provinces-Unies Royaume d'Angleterre Saint-Empire Archiduché d'Autriche Duché de Savoie Monarchie espagnole Royaume de Suède (jusqu'en 1691) Royaume de Portugal Royaume d'Écosse | Royaume de France Jacobites Empire ottoman | Europe, Amérique du Nord, Asie                                                                                | Traités de Ryswick                                                                                                   |
| 1701              | 1714           | Guerre de Succession d'Espagne                      | Saint-Empire Archiduché d'Autriche Royaume de Grande-Bretagne Royaume de Prusse Duché de Savoie Provinces-Unies Royaume de Portugal Royaume d'Aragon Camisards | Royaume de France Royaume de Castille et León Électorat de Bavière Électorat de Cologne | Europe | Traité d’Utrecht (1713)                                                                                              |
| 1718              | 1720           | Guerre de la Quadruple-Alliance                     | Quadruple-Alliance : Royaume de France Saint-Empire Archiduché d'Autriche Royaume de Grande-Bretagne Provinces-Unies Duché de Savoie | Royaume d'Espagne | Italie | Victoire de la Quadruple-Alliance Paix de La Haye                                                                    |
| 1733              | 1738           | Guerre de Succession de Pologne                     | Partisans de Auguste III : Empire russe Archiduché d'Autriche Électorat de Saxe | Partisans de Stanislas Leszczyński : Royaume de France Royaume d'Espagne Royaume de Sardaigne | Pologne, Rhénanie, Nord de l'Italie                                                                           | Victoire des alliés de Stanislas Leszczyński, mais Auguste III monte sur le trône de Pologne Traité de Vienne (1738) |
| 29 août 1756      | 1763           | Guerre de Sept Ans                                  | Royaume de France Saint-Empire Archiduché d'Autriche Empire russe Royaume de Suède Royaume d'Espagne Électorat de Saxe République des Deux Nations Duché de Wurtemberg Royaume de Naples | Royaume de Grande-Bretagne Royaume de Portugal Landgraviat de Hesse-Cassel Électorat de Brunswick-Lunebourg | Amérique, Europe, Indes orientales                                                                            | Traité de Paris (1763) : Perte de la Nouvelle-France Traité de Hubertsbourg                                          |
| 1792              | 1797           | Guerre de la première coalition                     | Première Coalition : Saint-Empire Archiduché d'Autriche Royaume de Prusse Royaume de Grande-Bretagne Royaume de Naples Royaume de Sicile Royaume de Sardaigne Empire russe Provinces-Unies (jusqu'en 1795) Grand-duché de Toscane Duché de Modène Duché de Parme Royaume d'Espagne (jusqu'en 1796) Royalistes français : Vendéens Chouans Armée des princes Royalistes français Fédéralistes français | République française République batave (depuis 1795) Les Irlandais Unis (depuis 1796) Royaume d'Espagne (depuis 1796) | France, Belgique, Suisse, Italie, Espagne, Allemagne, Irlande Océan Atlantique, Mer du Nord, Mer Méditerranée | Victoire française Traité de Campo-Formio Échec de l’Expédition d'Irlande de 1796                                    |
| 1798              | 1802           | Guerre de la deuxième coalition                     | Deuxième Coalition : Saint-Empire Archiduché d'Autriche Royaume de Grande-Bretagne Empire russe Armée des émigrés Royaume de Naples Royaume de Sicile Royaume de Sardaigne Royaume de Suède Empire ottoman | République française République batave République helvétique République cisalpine République romaine République cisrhénane République ligurienne République parthénopéenne Les Irlandais Unis Danemark-Norvège Royaume d'Espagne | France, Italie, Allemagne, Pays-Bas, Suisse, Irlande, Égypte                                                  | Victoire française Traité de Lunéville Paix d'Amiens Échec de l’Expédition d'Irlande de 1798                         |

## Empire d'Autriche
| Début         | Fin             | Nom du conflit                   | Belligérants | Belligérants | Lieu                                                                                    | Issue                                                                     |
| Début         | Fin             | Nom du conflit                   | Alliés (y compris l’Autriche) | Ennemis | Lieu                                                                                    | Issue                                                                     |
| ------------- | --------------- | -------------------------------- | --- | --- | --------------------------------------------------------------------------------------- | ------------------------------------------------------------------------- |
| 1803          | 1805            | Guerre de la troisième coalition | Troisième Coalition : Royaume de Grande-Bretagne Empire d'Autriche Empire russe République des Sept-Îles Royaume de Suède Royaume de Sicile Royaume de Naples | République française puis Empire français Royaume d'Italie Suisse Royaume d'Espagne Royaume d'Étrurie Royaume de Bavière Royaume de Wurtemberg | Italie, Bavière, Autriche, Moravie Océan Atlantique, Mer Méditerranée, Mer Tyrrhénienne | Victoire française Traité de Presbourg                                    |
| 1809          | 1809            | Guerre de la cinquième coalition | Cinquième Coalition : Monarchie de Habsbourg Tyrol Royaume-Uni de Grande-Bretagne et d'Irlande Royaume de Sicile Royaume de Sardaigne | Empire français Royaume d'Italie Duché de Varsovie République des Sept-Îles Royaume de Naples Confédération suisse Royaume de Hollande Confédération du Rhin Royaume de Bavière Royaume de Saxe Royaume de Westphalie Royaume de Wurtemberg Grand-duché de Bade Grand-duché de Berg Grand-duché de Hesse Grand-duché de Wurtzbourg                           | Allemagne, Autriche, Tyrol, Martinique, Île Maurice Océan Atlantique                    | Victoire française                                                        |
| 1812          | 1814            | Guerre de la Sixième Coalition   | Sixième Coalition : Empire d'Autriche Empire russe Royaume de Prusse Royaume-Uni de Grande-Bretagne et d'Irlande Royaume de Portugal Royaume de Suède Royaume de Sicile | Empire français République des Sept-Îles Royaume d'Italie Duché de Varsovie Royaume de Naples Suisse Royaume d'Espagne Confédération du Rhin Royaume de Bavière Royaume de Saxe Royaume de Westphalie Royaume de Wurtemberg Grand-duché de Bade Grand-duché de Berg Grand-duché de Hesse Grand-duché de Francfort Grand-duché de Wurtzbourg Danemark-Norvège | Russie, Allemagne, France                                                               | Victoire de la Coalition                                                  |
| 10 mars 1815  | 8 juillet 1815  | Guerre de la Septième Coalition  | Septième Coalition : Confédération germanique Royaume de Prusse Empire d'Autriche Royaume-Uni de Grande-Bretagne et d'Irlande République des Îles Ioniennes Empire russe Suède-Norvège Royaume uni des Pays-Bas Royaume d'Espagne Royaume de Portugal Royaume de Sardaigne Grand-duché de Toscane Royaume de Sicile Vendéens | Empire français (Cent-Jours) Royaume de Naples | Belgique, Italie, France                                                                | Victoire de la Coalition Congrès de Vienne Chute du Premier Empire        |
| 26 avril 1859 | 12 juillet 1859 | Campagne d’Italie                | Empire d'Autriche | Empire français Royaume de Sardaigne | Lombardie, Vénétie                                                                      | Victoire des franco-sardes Traité de Zurich (1859) Traité de Turin (1860) |

## Autriche-Hongrie
| Début           | Fin              | Nom du conflit                              | Belligérants | Belligérants | Lieu                                                                            | Issue |
| Début           | Fin              | Nom du conflit                              | Alliés (y compris l’Autriche-Hongrie) | Ennemis | Lieu                                                                            | Issue |
| --------------- | ---------------- | ------------------------------------------- | --- | --- | ------------------------------------------------------------------------------- | --- |
| 2 novembre 1899 | 7 septembre 1901 | Guerre des Boxers                           | Alliance des huit nations : France Empire du Japon Empire russe Royaume-Uni de Grande-Bretagne et d'Irlande États-Unis Empire allemand Royaume d'Italie Autriche-Hongrie                            | Boxers Empire de Chine | Chine                                                                           | Victoire de l'Alliance. Protocole de paix Boxer. Discrédit de la dynastie Qing |
| 28 juillet 1914 | 11 novembre 1918 | Première Guerre mondiale (La Grande Guerre) | Triple-Alliance : Autriche-Hongrie (depuis le 28 juillet 1914) Empire allemand (depuis le 1er août 1914) Empire ottoman (depuis le 2 novembre 1914) Royaume de Bulgarie (depuis le 14 octobre 1915) | Triple-Entente : Royaume de Serbie (depuis le 28 juillet 1914) Empire russe puis RSFS de Russie (du 1er août 1914 au 3 mars 1918) France (depuis le 3 août 1914) Royaume de Belgique (depuis le 4 août 1914) Luxembourg (depuis le 4 août 1914) Royaume-Uni de Grande-Bretagne et d'Irlande (depuis le 4 août 1914) Royaume du Monténégro (depuis le 5 août 1914) Empire du Japon (depuis le 23 août 1914) Royaume d'Italie (depuis le 23 mai 1915) Saint-Marin (depuis le 3 juin 1915) Portugal (depuis le 3 mars 1916) Royaume de Roumanie (depuis le 27 août 1916) États-Unis (depuis le 6 avril 1917) Cuba (depuis le 7 avril 1917) Panama (depuis le 7 avril 1917) Royaume de Grèce (depuis le 2 juillet 1917) Royaume du Siam (depuis le 22 juillet 1917) Liberia (depuis le 4 août 1917) République de Chine (depuis le 14 août 1917) Brésil (depuis le 26 octobre 1917) Guatemala (depuis le 23 avril 1918) Nicaragua (depuis le 8 mai 1918) Costa Rica (depuis le 23 mai 1918) Haïti (depuis le 12 juillet 1918) Honduras (depuis le 19 juillet 1918) | Europe, Afrique, Moyen-Orient, Chine, Océanie Océan Pacifique, Océan Atlantique | Victoire de la Triple-Entente Traité de Brest-Litovsk (1918) Traité de Versailles (1919) Traité de Saint-Germain-en-Laye (1919) Traité de Neuilly (1919) Traité de Trianon (1920) Traité de Sèvres (1920) |